# 1965年鐵路
此條目列出1965年發生有關鐵路運輸的事件。

## 事件

### 1月
- 1月4日：英國鐵路確立雙箭頭標識。

### 3月
- 3月15日：臺鐵中和線通車。
- 3月24日：臺鐵新店線停駛。

### 4月
- 4月8日：金瓜石線瑞芳至深澳段通車。

### 5月
- 5月27日：東京單軌電車羽田線加設大井競馬場前站。當時該站是只在賽馬日開放的車站。

### 10月
- 10月1日：大阪市營地下鐵3號線由大國町站延長至西梅田站。
- 10月15日：名古屋市營地下鐵2號線通車，來往榮町站至市役所站。

### 11月
- 11月5日：基輔地鐵斯維亞托申-布羅瓦雷線由第聶伯站延長至達爾尼察站。
- 11月15日：新院站啟用。

### 12月
- 12月31日：莫斯科地鐵基洛夫－伏龍芝線由索科利尼基站延長至革新廣場站。
- 12月31日：卑爾根電車（英语：Bergen Tramway）最後一天營運[1]。